# Mobscene
«Mobscene» (стилізовано як «Mobscene») — перший сингл з п'ятого студійного альбому гурту Marilyn Manson The Golden Age of Grotesque. Композитори: Мерілін Менсон та Джон 5. Рядки «Be obscene, be, be obscene…», які співають бек-вокалістки, написано під впливом цитати Оскара Вайльда «Women should be obscene and not heard» (у пер. з англ. «Жінці слід бути вульгарною та мовчазливою»). Багато критиків також порівняли їх зі словами «Be excited, be, be excited…» (укр. «Будь жвавим, будь, будь жвавим...») з фільму 2000 р. «Реквієм за мрією», в якому знявся Джаред Лето. Пісня претендувала на Ґреммі у номінації «Найкраще метал виконання», проте переможцем стала композиція Metallica «St. Anger».

## Відеокліп
Режисери: Мерілін Менсон і Томас Клосс. Змішаний відеоряд кліпу поєднує в собі елементи свінгу, американського водевілю, військової естетики нацистської Німеччини та сюрреалістичні образи. Костюми танцюристів розробили Мерілін Менсон і Діта фон Тіз. Як пояснив фронтмен: «Ми черпали натхнення з Басбі Берклі, виступів Об'єднаних організацій обслуговування збройних сил, Берліна часів Другої світової війни та постановки «Макбет», сценографією якої займався Ґотфрід Гельнвайн».

## Список пісень
Європейське видання
1. «Mobscene»
2. «Tainted Love» (Re-Tainted Interpretation)
3. «Mobscene» (Rammstein Sauerkraut Remix)
4. «Paranoir»